# Internationaux de Strasbourg 1987
L'Internationaux de Strasbourg 1987 è stato un torneo di tennis giocato sulla terra rossa.
È stata la 1ª edizione del Internationaux de Strasbourg, che fa parte Virginia Slims World Championship Series 1987. Si è giocato a Strasburgo in Francia, dal 18 al 24 maggio 1987.

## Campionesse

### Singolare
Carling Basset ha battuto in finale  Sandra Cecchini con il punteggio di 6–3, 6–4

### Doppio
Jana Novotná /  Catherine Suire hanno battuto in finale  Kathleen Horvath /  Marcella Mesker con il punteggio di 6–0, 6–2